# Waldemar Chmielewski (archeolog)

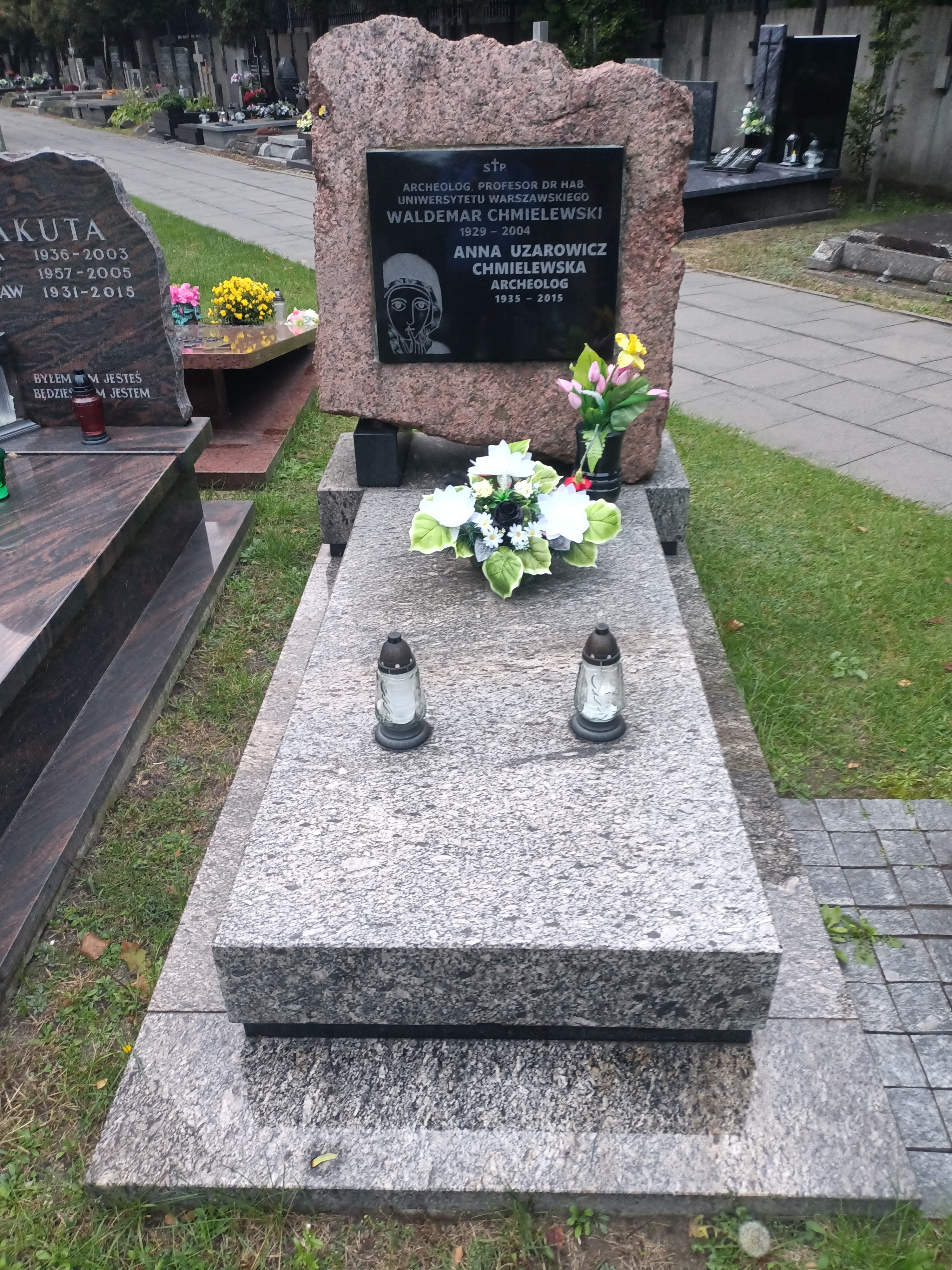
Grób Waldemara Chmielewskiego na cmentarzu Wojskowym na Powązkach

Waldemar Chmielewski (ur. 17 czerwca 1929 w Łodzi, zm. 21 lipca 2004) – polski archeolog, profesor Uniwersytetu Warszawskiego, badacz prehistorii Afryki i Azji, ekspert w zakresie badań paleolitu na ziemiach polskich.

## Życiorys
W 1951 ukończył studia na Uniwersytecie Łódzkim. Należał tam do grupy uczniów Konrada Jażdżewskiego. Magisterium obronił w wieku 22 lat, na podstawie wyników badań wykopaliskowych prowadzonych pod kierunkiem Jażdżewskiego w Sarnowie i Gaju. W 1960 uzyskał stopień doktora, na podstawie wyników własnych badań archeologicznych w jaskiniach w Jerzmanowicach i Sąspowie. W 1963 uzyskał stopień doktora habilitowanego. 
Od 1948 do 1963 pracował w Muzeum Archeologicznym i Etnograficznym w Łodzi. W latach 1956–1970 zatrudniony był także w Instytucie Kultury Materialnej PAN. Od roku 1970 związany był też naukowo z Uniwersytetem Warszawskim. Był dyrektorem Instytutu Archeologii (1976-1987) i dziekanem Wydziału Historycznego UW. Przez krótki okres był też zatrudniony jako wykładowca na Katedrze Archeologii Uniwersytetu Łódzkiego. W 1971 został profesorem nadzwyczajnym, a około 1980 zwyczajnym. 
Zajmował się badaniem paleolitu na ziemiach polskich.  Wielokrotnie brał udział w ekspedycjach naukowych archeologów do Egiptu, Sudanu, Iraku i Indii. Zainicjował wieloletnią ekspedycję polskich archeologów do Nubii, gdzie prowadzono międzynarodowe badania ratunkowe przy okazji budowy Wielkiej Tamy powyżej Asuanu. Od 1966 był członkiem Międzynarodowej Unii Nauk Pre- i Protohistorycznych. Wraz z Teresą Madeyską prowadził badania archeologiczne Schroniska Wylotnego w Ojcowie. Prowadził też badania na stanowisku Kraków-Zwierzyniec (stanowisko 1). 
Został pochowany na Cmentarzu Wojskowym na Powązkach.

## Wybrane prace
- Civilisation de Jerzmanowice (1961)[4].
- Prahistoria ziem polskich. Tom I. Paleolit i mezolit (1975) [współautor][4]
- The Pleistocene and early Holocene archaeological sites on the Atbara and Blue Nile in Eastern Sudan, "Przegląd Archeologiczny" (1987)[4].